# Katarina Pavlovna af Rusland
Katarina Pavlovna af Rusland (russisk: Екатерина Павловна Романова; tr. Jekatarina Pavlovna Romanova) (21. maj 1788 — 9. januar 1819) var en russisk storfyrstinde, der var dronning af Württemberg fra 1816 til 1819. Hun var datter af tsar Pavel 1. af Rusland og Sophie Dorothea af Württemberg.

## Biografi

### Tidlige liv
Storfyrstinde Katarina Pavlovna blev født den 21. maj 1788 i Sankt Petersborg i det Russiske Kejserrige. Hun var det sjette barn og fjerde datter af tsar Pavel 1. af Rusland i hans andet ægteskab med Sophie Dorothea af Württemberg.

### Første ægteskab
Storfyrstinde Katarina blev gift første gang den 3. august 1809 på Peterhofs palads i Petergof umiddelbart udenfor Sankt Petersborg med hertug Georg af Oldenburg, der var søn af den senere hertug Peter 1. af Oldenborg og hertuginde Frederikke af Württemberg. I ægteskabet blev der født to sønner, hertug Aleksandr Georgijevitj af Oldenburg og hertug Peter Georgijevitj af Oldenburg. Hertug Georg døde 27. december 1812.

### Andet ægteskab
Storfyrstinde Katarina blev gift anden gang den 24. januar 1816 i Sankt Petersborg med den senere kong Wilhelm 1. af Württemberg. I dette ægteskab blev der født to børn, Marie, senere grevinde af Neipperg, og Sophie, senere dronning af Nederlandene.

### Død
Dronning Katarina døde blot 30 år gammel den 19. januar 1819 i Stuttgart i Kongeriget Württemberg.

## Eksterne links
- Wikimedia Commons har flere filer relateret til Katarina Pavlovna af Rusland